# Euproctis cara
Euproctis cara är en fjärilsart som beskrevs av Butler 1881. Euproctis cara ingår i släktet Euproctis och familjen tofsspinnare. Inga underarter finns listade i Catalogue of Life.